# Goodyear Airdock

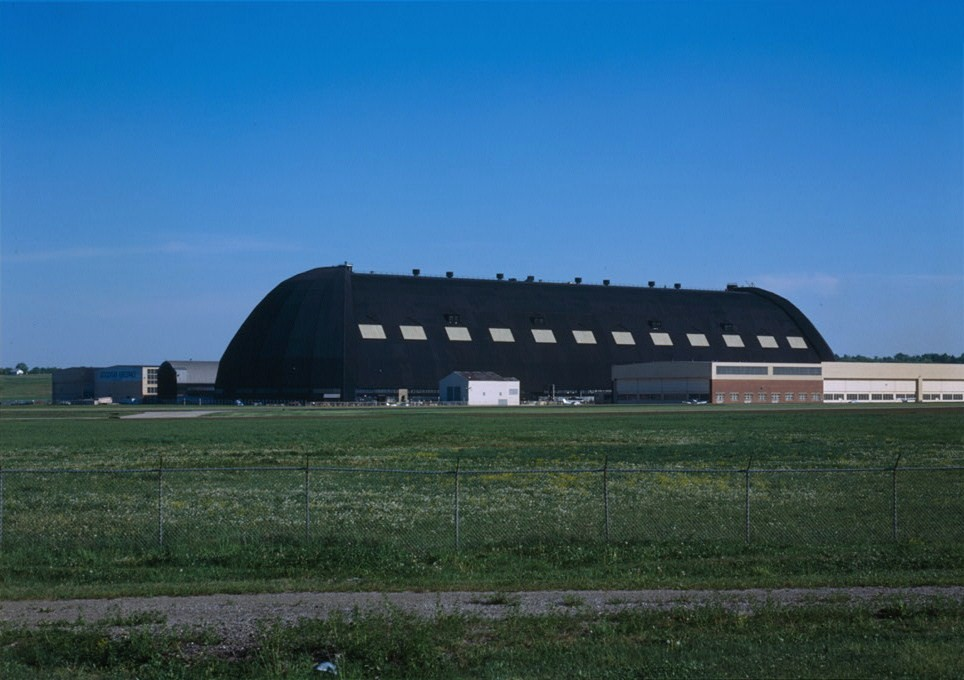
Imagem do Goodyear Airdock.

O Goodyear Airdock é um hangar de construção e manutenção de dirigíveis em Akron, Ohio, nos Estados Unidos.

## História
Construído e anteriormente de propriedade da Corporação Goodyear-Zeppelin, depois Goodyear Aerospace, foi construído a partir de 20 de abril de 1929 a 25 de novembro de 1929, a um custo de US $ 2,2 milhões (26,4 milhões de dólares norte-americanos de 2007 ajustados pela inflação). O edifício foi projetado por Karl Arnstein, da Companhia de Engenharia de Wilbur Watson de Cleveland, Ohio. No momento em que foi construído, era o maior edifício do mundo sem suportes interiores, e proporcionou uma estrutura enorme em que "mais leve que o ar" navios (mais tarde conhecido como dirigíveis e balões) poderia ser construído. As duas primeiras aeronaves a serem construídas e lançadas no Airdock foram USS Akron (ZRS-4) e sua nave irmã, USS Macon (ZRS-5), construída em 1931 e 1933, respectivamente. Estes dois primeiros dirigíveis eram de aproximadamente 785 pés (239,27 m) de comprimento.